# Ізраїльсько-британські відносини
Ізраїльсько-британські відносини, або англо-ізраїльські відносини — дипломатичні та комерційні зв'язки між Сполученим Королівством та Ізраїлем. Посольство Великої Британії в Ізраїлі працює в Тель-Авіві. Велика Британія має почесного консула в Ейлаті та неакредитоване генеральне консульство в Єрусалимі, яке представляє Сполучене Королівство в цьому місті та на палестинських територіях. Ізраїль має три представництва у Сполученому Королівстві: посольство в Лондоні та консульства в Кардіффі та Глазго.

## Історія

### Англо-ішувські відносини (1914–48)
Британія захопила Палестину в Османської імперії під час Синайської та Палестинської кампанії під час Першої світової війни. Тісна співпраця між Британією та ішувом, новою додержавною єврейською громадою в Палестині, розвинулась у цей час, коли Британія отримала розвіддані від єврейської шпигунської мережі Нілі, який допомагав британським військам у завоюванні Палестини. Крім того, понад 5000 євреїв з різних країн служили в Єврейському легіоні британської армії, який воював під Галліполі та в Палестинській кампанії, хоча деякі палестинські євреї також служили в Османській армії. У 1917 році Велика Британія видала просіоністську Декларацію Бальфура, яка закликала до створення національного дому для єврейського народу в Палестині. Через шість тижнів після цього британські війська завершили Палестинську кампанію, вигнавши османську армію з Єрусалиму під проводом генерала Алленбі. Потім британці захопили контроль над Палестиною. Під британським військовим пануванням сіоністське підприємство було відновлено. У 1920 році Велика Британія встановила свою владу згідно з мандатом на Палестину, наданим Лігою Націй, який був підтверджений угодою в Сан-Ремо 1922 року. [6] Верховний комісар був призначений з інструкціями дозволити євреям побудувати свій національний дім [7], і протягом 31 року керував британським мандатом Палестина згідно з мандатом Ліги Націй, який спочатку поширювався на обидва боки річки Йордан, хоча Трансйорданія була Британці розглядали як окрему територію від Палестини.
Після заворушень Небі Муси 1920 року керівництво Ішува створило Хагану, загальнонаціональну оборонну організацію. Під час арабського повстання 1936—1939 років у Палестині Хагана активно допомагала британській армії, яка, у свою чергу, фінансувала контрольовану Хаганою єврейську поліцію, відому як Нотрім. Придушення повстання рішуче змінило баланс сил у Палестині на користь ішува. Однак Британія також визнала необхідність уникати антагонізму з арабським світом. У 1937 році комісія Піла представила план створення єврейської та арабської держав. Після того, як це було відхилено, британський окружний комісар Галілеї Льюїс Єлланд Ендрюс був убитий арабськими бойовиками в Назареті. У 1939 році Велика Британія оголосила Білу книгу 1939 року, яка значно обмежувала єврейську імміграцію та купівлю землі та закликала до створення єдиної унітарної держави в Палестині. У відповідь на Білу книгу єврейське воєнізоване угруповання Іргун (відгалуження Хагани) почало проводити операції проти британців.
Друга світова війна зумовила необхідність співпраці між Великою Британією та єврейськими парамілітарними формуваннями в Палестині. Іргун припинив свої операції проти британців і вирішив тимчасово співпрацювати, включаючи місію допомоги британцям в англо-іракській війні. Щоб підготуватися до можливого вторгнення країн Осі в Палестину, Британія допомогла Хагані у створенні Пальмаха, відділу спецназу, який спеціалізувався на диверсіях і партизанській війні. Члени Пальмаха воювали разом з британцями в Сирійсько-ліванській кампанії. Після Другої битви при Ель-Аламейні Британія припинила підтримку «Пальмаха» та спробувала його роззброїти, в результаті чого «Пальмах» пішов у підпілля. У 1944 році Велика Британія створила Єврейську бригаду, військове формування, що складалося з добровольців-ішувів, які воювали в Італійській кампанії. 30 000 палестинських євреїв закінчили службу в британській армії під час війни.
Коли Друга світова війна наближалася до кінця, Іргун відновив свою кампанію проти британців. З 1944 року і далі британці зіткнулися зі зростаючим єврейським повстанням у Палестині. Нездатність армії перемогти повстанців переконала британський уряд, що Палестина була програною справою, і безпосередньо призвела до його рішення вийти з території. У лютому 1947 року британський уряд, який уже вирішив вийти з Індії, оголосив, що повертає мандат Лізі Націй. Британський мандат був скасований, і створення Держави Ізраїль було підтверджено резолюцією Генеральної Асамблеї ООН. Конфлікт із повстанцями тривав до тих пір, поки Палестину не покинув останній британський солдат; наприкінці квітня 1948 року британські війська провели невелику битву проти сіоністських ополченців поблизу Яффо, тимчасово запобігши захопленню міста євреями, але не зумівши вигнати ополченців із Менашії.

### Період незалежності Ізраїлю (1948—1950)
Відносини між Ізраїлем і Британією були ворожими під час арабо-ізраїльської війни 1948 року, що в один момент поставило дві країни на межу прямого військового зіткнення. Британія, яка мала військові сили в Єгипті та Трансйорданії та оборонні угоди з обома країнами, передбачила можливе військове втручання від їхнього імені. На початку війни база Королівських ВПС в Аммані була вражена під час ізраїльського нальоту на місто. Британці погрожували атакувати ізраїльські ВПС, якщо така акція повториться. Під час боїв на Синаї Королівські ВПС майже щодня проводили розвідувальні місії над Ізраїлем і Синаєм. Літаки-розвідники Королівських ВПС злітали з єгипетських авіабаз і іноді літали разом із літаками Королівських ВПС Єгипту, а високолітні британські літаки часто літали над Хайфою та авіабазою Рамат-Девід. Британський уряд запланував військову дію проти Ізраїлю під кодовою назвою «Операція Клаттер» на випадок ізраїльського вторгнення в Єгипет, і польоти були розгорнуті, щоб виявити потужність ізраїльських ВПС і знайти їх передові бази.
20 листопада 1948 року неозброєний фоторозвідник RAF de Havilland Mosquito був збитий P-51 Mustang ВПС Ізраїлю. 7 січня 1949 року чотири британських Spitfire FR18 пролетіли над ізраїльським конвоєм, який за п'ятнадцять хвилин до того був атакований п'ятьма єгипетськими Spitfire. Побоюючись неминучої атаки, ізраїльські сухопутні війська відкрили вогонь по британським «Спітфайрам» і збили один з танкового кулемета. Решта три Spitfire були згодом збиті ізраїльськими літаками, а двоє пілотів загинули. Двох пілотів, що вижили, доставили в Тель-Авів і допитали, а потім відпустили. Ізраїльтяни перетягнули уламки британських літаків на територію Ізраїлю, але не змогли їх приховати, перш ніж їх сфотографували британські літаки-розвідники. У відповідь Королівські військово-повітряні сили підготували свої літаки для бомбардування ізраїльських аеродромів, британські війська на Близькому Сході були приведені в стан підвищеної готовності, усі відпустки скасовані, а британським громадянам було рекомендовано покинути Ізраїль. Переконавшись, що британці не допустять втрати п'яти літаків і двох пілотів без помсти, ізраїльтяни були сповнені рішучості відбити будь-який авіаудар у відповідь і підготувалися до захисту своїх авіабаз. Однак британські командири знехтували тиском з боку ескадрилій, залучених до інцидентів, і відмовилися дозволити будь-які удари. Після британського ультиматуму звільнити Синай ізраїльські війська відступили. Таким чином вдалося уникнути війни між Ізраїлем і Сполученим Королівством.
Після війни 1948—1949 рр. Ізраїль і Франція успішно працювали проти англо-іракських планів захоплення Іраком Сирії.

### Відносини після 1950 року
У 1956 році Єгипет націоналізував Суецький канал і заблокував Тиранську протоку для кораблів, що прямували до Ізраїлю, водночас заохочуючи насильницькі терористичні напади на Ізраїль через контрольовану Єгиптом Газу. Англія і Франція вирішили захистити Суецький канал силою. Незважаючи на те, що Ізраїль мав власні проблеми з Єгиптом і хотів напасти, Британія вагалася, чи варто воювати разом із ізраїльтянами, щоб наступна негативна реакція в арабському світі не загрожувала близьким союзникам Лондона в Багдаді та Аммані. Зрештою уряд Ентоні Ідена неохоче включив Ізраїль у військові плани через тиск Франції та потребу в місцевому союзнику. У листопаді 1956 року Ізраїль напав на Єгипет, а Британія та Франція захопили більшу частину Суецького каналу, перш ніж фінансове та дипломатичне втручання СРСР та Сполучених Штатів змусило їх зупинити свій наступ. Це стало моментом, коли ізраїльсько-британські відносини були найкращими
У 1958 році в Іраку відбулася революція 14 липня, яка призвела до вбивства короля Фейсала II і створення Іракської Республіки. Побоюючись, що те ж саме може статися в Йорданії, король Хусейн звернувся до Великої Британії з проханням прийти йому на допомогу. Офіційно перебуваючи в стані війни з Йорданією, Ізраїль поділяв зацікавленість Великої Британії в утриманні Хусейна на троні та погодився дозволити британським військам переправлятися через ізраїльський повітряний простір.
Протягом 1950-х і 1960-х років Сполучене Королівство вважалося проарабським, підтримуючи тісні відносини з Йорданією та державами Перської затоки. Однак у 1975 році Велика Британія проголосувала проти пропозиції в ООН про те, що «сіонізм є расизмом».
У 1980-х стосунки загострилися. Під час Ліванської війни 1982 року Британія наклала ембарго на постачання зброї Ізраїлю, яке не було скасовано до 1994 року. Відносини ще більше погіршилися після того, як Ізраїль поставив зброю Аргентині під час Фолклендської війни 1982 року.
Також у 1980-х роках відбулося два дипломатичних інциденти, пов'язані з операціями Моссаду (ізраїльської секретної служби). У 1986 році в Західній Німеччині в телефонній будці було виявлено сумку з вісьмома підробленими британськими паспортами. Паспорти були роботою Моссаду і призначалися для посольства Ізраїлю в Лондоні для використання в таємних операціях. Британський уряд, розлючений, вимагав від Ізраїлю дати обіцянку більше не підробляти його паспорти, що було отримано. У червні 1988 року двох ізраїльських дипломатів, Ар'є Регева та Джейкоба Барада, зі станції Моссад у Лондоні було вислано, а станцію закрили після того, як палестинського аспіранта, який проживав у Галлі, Ісмаїла Сована, було засуджено до одинадцяти років ув'язнення за зберігання великий склад зброї, і було виявлено, що він був подвійним агентом Моссаду протягом десяти років.
Відносини значно покращилися в 2000-х і 2010-х роках. У червні 2019 року Королівські ВПС і ВПС Ізраїлю провели перші в історії спільні навчання. У грудні 2020 року країни підписали угоду про військову співпрацю, суттєві деталі угоди засекречені.

## Дипломатичні відносини
Сполучене Королівство утрималося під час голосування на Генеральній Асамблеї ООН у листопаді 1947 року за план поділу Палестини, який включав пропозицію про створення єврейської держави на частині території Британського мандату. Ізраїль проголосив свою незалежність 14 травня 1948 року, після закінчення британського мандату, і негайно подав заявку на членство в ООН. Під час голосування в Раді Безпеки ООН щодо членства Ізраїлю 17 грудня 1948 року Сполучене Королівство утрималося при голосуванні. Голосування щодо нової заявки відбулося 4 березня 1949 року в Резолюції РБ ООН 69, у якій Велика Британія знову утрималася, уникаючи вето, яке означало б негативне голосування, а 11 травня 1949 року Велика Британія також утрималася на Генеральній Асамблеї ООН для Резолюції ГА ООН 273. Однак Велика Британія визнала Ізраїль де-факто 13 травня 1949 року [26] і де-юре 28 квітня 1950 року. Сер Олександр Нокс Хелм був першим Тимчасовим повіреним у справах Великої Британії в Ізраїлі, чий ранг пізніше було підвищено до міністра, який обіймав цю посаду з 1949 по 1951 рік. У 1951 році його змінив Френсіс Еванс, чий ранг був підвищений до посла в 1952 році. Британське посольство в Ізраїлі знаходиться в Тель-Авіві, а не в Єрусалимі, який Ізраїль оголосив своєю столицею.
У 2013 році «міністр закордонних справ чітко дав зрозуміти, що в 2013 році немає більш термінової зовнішньої політики, ніж відновлення ізраїльсько-палестинських переговорів і досягнення істотного прогресу в досягненні рішення про створення двох держав… ми стурбовані подіями, які загрожують життєздатності рішення про створення двох держав, включаючи будівництво поселень на окупованих землях на Західному березі річки Йордан і в Східному Єрусалимі… Наша мета — безпечний і загальновизнаний Ізраїль, який живе поряд із суверенною та життєздатною палестинською державою, заснованою на кордонах 1967 року, з Єрусалим — майбутня столиця обох держав, а також справедливе, справедливе та реалістичне врегулювання для біженців… Британський уряд чітко розуміє, що, зрештою, шлях до вирішення ізраїльсько-палестинського конфлікту лежить через прямі переговори між сторонами. Ми продовжуємо закликаємо обидві сторони продемонструвати сильне лідерство, необхідне для досягнення миру, вжити необхідних кроків для зміцнення довіри та працювати над відновленням переговорів без попередніх умов дії.

## Статус Єрусалиму
Основна стаття: Статус Єрусалиму
Сполучене Королівство утрималося під час голосування на Генеральній Асамблеї ООН у листопаді 1947 року за План поділу Палестини, який пропонував статус окремого корпусу для Єрусалиму. Однак, незважаючи на те, що він утримався, його позиція щодо статусу Єрусалиму продовжує полягати в тому, що „Єрусалим мав бути corpus separatum, або міжнародним містом, яким керує ООН. Але це так і не було створено: відразу після резолюції ГА ООН про розділ Палестини, Ізраїль окупував Західний Єрусалим, а Йорданія окупувала Східний Єрусалим (включаючи Старе місто). Ми визнали де-факто контроль над Ізраїлем та Йорданією, але не суверенітет. У 1967 році Ізраїль окупував Східний Єрусалим, який ми продовжуємо вважати незаконною військовою окупацією Ізраїль. Наше посольство в Ізраїлі знаходиться в Тель-Авіві, а не в Єрусалимі. У E-Єрусалимі у нас є генеральне консульство з генеральним консулом, який не акредитований в жодній державі: це вираження нашої точки зору, що жодна держава не має суверенітету над Єрусалим“.
Позиція Сполученого Королівства полягає в тому, що статус міста ще належить визначити, і стверджує, що це має бути вирішено в загальній угоді між зацікавленими сторонами, але вважає, що місто не слід знову ділити. Однак у 2013 році британський уряд висловив думку, що Єрусалим має бути майбутньою столицею як Ізраїлю, так і Палестини, незважаючи на те, що Ізраїль проголосив Єрусалим своєю об'єднаною столицею та анексію Східного Єрусалиму в 1980 році. Королівство проголосувало за Резолюцію РБ ООН 478, яка засуджувала анексію Ізраїлем Східного Єрусалиму та оголошувала її порушенням міжнародного права, і згадувала Єрусалим як окуповану палестинську територію (на відміну від corpus separatum). Вона також заявила, що після війни 1967 року вона вважала Ізраїль військовою окупацією Східного Єрусалиму, але як фактичну владу в Західному Єрусалимі

## Популярна думка
Ратуша Тель-Авіва, освітлена кольорами Юніон Джек на знак солідарності з Великою Британією після нападу на Манчестер Арені, 2017 рік
Відповідно до опитування 2014 року, проведеного GlobeScan і Програмою міжнародної політики для Всесвітньої служби BBC, британська громадськість сприймає Ізраїль переважно негативно, тоді як ізраїльтяни сприймають Велику Британію позитивно: 72 % британців, як повідомляється, мають негативні погляди на Ізраїль, лише 19 % мають позитивні. Те саме опитування зафіксувало, що 50 % ізраїльських респондентів сприйняли Велику Британію прихильно, і лише 6 % зробили це негативно.
Опитування британської громадськості у жовтні 2015 року, проведене Британсько-Ізраїльським комунікаційним і дослідницьким центром і проведене британською дослідницькою компанією Populus, показало, що 62 % британців назвали себе негативно ставляться до Ізраїлю, тоді як 19 % сказали, що вони прихильно ставляться до Ізраїлю Ізраїль. У тому ж опитуванні 52 % респондентів сказали, що вважають Ізраїль „союзником Великої Британії“, а 19 % респондентів не погодилися з такою характеристикою. Респондентів запитали, чи погоджуються вони з твердженням: „Я не бойкотую товари чи продукцію з Ізраїлю, і мені важко зрозуміти, чому інші виділяють Ізраїль для бойкоту, враховуючи все інше, що зараз відбувається у світі“—43 % відповіли, що згодні, тоді як 12 % сказали, що не згодні. Коли їх запитали, чи будуть вони частіше бойкотувати товари з ізраїльських поселень на окупованих територіях, ніж товари з самого Ізраїлю, 25 % відповіли ствердно, а 19 % відповіли негативно.

## Комерційні відносини
Річний обсяг двосторонньої торгівлі перевищує 3 мільярди доларів США, і понад 300 відомих ізраїльських компаній працюють у Великій Британії. Під час візиту до Ізраїлю в листопаді 2010 року міністр закордонних справ Великої Британії Вільям Хейг назвав британсько-ізраїльські наукові та ділові зв'язки „одним із наріжних каменів відносин між Великою Британією та Ізраїлем“.
У 2009 році Департамент навколишнього середовища, продовольства та сільських справ Великої Британії видав нові рекомендації щодо маркування товарів, імпортованих із Західного берега. Нові рекомендації вимагають маркування, щоб уточнити, чи походять продукти Західного берега з поселень чи з палестинської економіки. Міністерство закордонних справ Ізраїлю заявило, що Велика Британія „задовольняє вимоги тих, чиєю кінцевою метою є бойкот ізраїльської продукції“; але це було спростовано урядом Великої Британії, який стверджував, що метою нових правил було просто дозволити споживачам самим вибирати, яку продукцію вони купують.
У 2011 році Посольство Сполученого Королівства в Ізраїлі розпочало новий проект, спрямований на сприяння економічним та діловим зв'язкам між Великою Британією та Ізраїлем. Ініціатива під назвою Британсько-ізраїльський технологічний центр також спрямована на виявлення можливостей серед ізраїльських і палестинських арабських підприємців. Однією з цілей проекту є заохочення британських компаній до створення науково-дослідних центрів в Ізраїлі, щоб використовувати кваліфіковану інженерну базу Ізраїлю. Розвиток чистих технологій є одним із секторів, які Technologies Hub націлює на розвиток британсько-ізраїльського партнерства.
У Білій книзі про торгівлю та інвестиції для зростання від 2011 року, виданій урядом Сполученого Королівства, Ізраїль вказується як головний стратегічний партнер для майбутнього Великої Британії. Дані, оприлюднені на початку 2012 року, показали, що Ізраїль був найбільшим торговим партнером Сполученого Королівства на Близькому Сході, а двостороння торгівля між двома країнами склала 3,75 мільярда фунтів стерлінгів (6 мільярдів доларів США) у 2011 році — на 34 % більше, ніж у попередньому році. Метью Гулд, посол Великої Британії в Ізраїлі, зазначив, що цифри демонструють, що вплив рухів бойкоту на торгівлю між Великою Британією та Ізраїлем був незначним. Він додав, що однією з його цілей було залучити більше ізраїльських компаній до Великої Британії.
У 2011 році Сполучене Королівство створило технологічний центр у посольстві Великої Британії в Тель-Авіві, відомий як UK-Israel Tech Hub, який є єдиним подібним об'єктом, спонсорованим урядом у своєму посольстві у світі, для заохочення співпраці між Ізраїлем та Британські високотехнологічні компанії. Tech Hub урочисто відкрив Джордж Осборн, який обіймав посаду міністра фінансів Великої Британії. Центр створив програму TexChange, яка відібрала 15 ізраїльських стартапів для поїздки до Лондона та отримання досвіду у сфері високих технологій у Лондоні. Програма також пропонує ізраїльським компаніям доступ до більшої кількості ринків Великої Британії та Європи. Tech Hub також привів британських підприємців до Ізраїлю для участі в ізраїльській сцені високих технологій.
У лютому 2019 року країни підписали угоду про безперервну торгівлю, щоб продовжити торгівлю на тих же умовах після Brexit

## Культурно-освітні зв'язки
Британсько-ізраїльський дослідницький та академічний обмін (BIRAX) був започаткований у 2008 році для покращення академічної співпраці між університетами Ізраїлю та Великої Британії. BIRAX, створений Британською Радою в Ізраїлі у співпраці з Pears Foundation, об'єднує ізраїльських і британських вчених шляхом фінансування спільних дослідницьких проектів. У листопаді 2010 року десять британсько-ізраїльських дослідницьких проектів були відібрані для отримання фінансування від BIRAX. Міністр закордонних справ Великої Британії Вільям Хейг також оголосив про створення Британсько-Ізраїльської ради наук про життя для подальшого наукового співробітництва між двома країнами. Британсько-ізраїльська схема підготовки мистецтв (BI ARTS) була створена для покращення зв'язків між британською та ізраїльською індустрією мистецтв.
У 2013 році Реймонд Двек був призначений командором ордена Британської імперії (CBE) у новорічні відзнаки королеви за заслуги у науковому співробітництві Великої Британії та Ізраїлю.
Країну Співдружності Пакистан представляє Велика Британія з 2019 року через новий відділ інтересів Пакистану в Посольстві Великої Британії, це сталося після збільшення попиту з боку окремих громадян, таких як Саджид Джавід, член парламенту

## Дипломатична напруга

### Ордери на арешт
Дипломатичні суперечки виникли між Ізраїлем і Великою Британією через загрозу арешту високопоставлених ізраїльських військових і політичних діячів, які відвідують Велику Британію з офіційними візитами, і притягнення до суду за ймовірні військові злочини згідно з принципом універсальної юрисдикції. Пропалестинські та правозахисні активісти та групи подали петиції до британських судів із закликом видати ордери на арешт ізраїльських чиновників, які планують відвідати Велику Британію. Це призвело до неодноразового скасування візитів ізраїльських офіційних осіб до Великої Британії.
Коли він прилетів до Англії в 2005 році, ізраїльський генерал у відставці Дорон Альмог ледь уникнув арешту за військові злочини після того, як британський суддя видав ордер на його арешт. Алмог отримав інформацію про арешт і залишався в літаку до зворотного рейсу до Ізраїлю через 2 години. Пізніше з'ясувалося, що поліція не змогла сісти на борт літака, оскільки їм відмовила Ель-Аль, національна авіакомпанія Ізраїлю, і побоювалися збройної конфронтації з маршалами Ель-Аль та охоронцями Альмога, а також „міжнародного впливу потенційно озброєної поліцейської операції“. в аеропорту». Стався невеликий дипломатичний інцидент, коли ізраїльський міністр закордонних справ Сільван Шалом назвав подію «обуренням»; його британський колега Джек Стро вибачився за спричинене збентеження.
У 2006 році ізраїльський бригадний генерал і майбутній начальник штабу Авів Кохаві, який тоді був командувачем дивізії ЦАХАЛ у Газі, скасував плани щодо навчання у Великій Британії за порадою ізраїльського військового генерального прокурора Авіхая Мандельбліта через можливість його арешту. Представник служби безпеки сказав ЗМІ, що «на даний момент відправити його до Лондона або будь-якого іншого офіцера, який воював на територіях, є небезпекою. Немає причин збентежувати офіцера ЦАХАЛу, і його поїздка зараз не є варіантом час». Джерело в армії повідомило, що «проблема не вирішиться сама собою. Вона завжди витатиме в повітрі, завжди заважатиме нам. Цього разу, коли поїздка такого старшого офіцера, як Кохаві, була скасована, офіцера, який присвятив стільки років на полі бою, це особливо боляче. Треба вжити заходів, щоб виправити ситуацію».
У 2007 році Аві Діхтер, колишній командир Шин Бет, внутрішньої розвідувальної служби Ізраїлю, який тоді обіймав посаду міністра громадської безпеки, скасував запланований візит до Великої Британії, де він мав виступити на конференції з безпеки в Королівському коледжі Лондона, після того, як був ізраїльські міністерства закордонних справ і юстиції порадили не ризикувати з візитом. Було побоювання, що проти нього буде видано ордер на арешт через його роль у вбивстві Салаха Шехаде в 2002 році.
У грудні 2009 року був виданий ордер на арешт тодішнього лідера опозиції Ципі Лівні через ймовірні військові злочини, скоєні під час війни в Газі 2008-09 років, коли Лівні була міністром закордонних справ. Згодом поліція здійснила обшук у готелі в Лондоні, де вона, ймовірно, зупинилася, щоб заарештувати її, але після розслідування було встановлено, що Лівні навіть не була в Сполученому Королівстві. Пропалестинська організація на конференції в Лондоні помилково прийняла Тамі Шор, заступника генерального директора водного управління Ізраїлю, за Лівні. Лівіні планувалося взяти участь у конференції перед тим, як скасувати свій запланований візит до Великої Британії двома тижнями раніше. Невдовзі після цього група ізраїльських військових офіцерів, яких британська армія запросила до Сполученого Королівства на зустріч з військового співробітництва, скасувала запланований візит через страх арешту через війну в Газі. Ізраїльські чиновники побоювалися можливості видати ордери на арешт і попросили британську владу гарантії, що офіцерів не заарештують. Візит був скасований після того, як британці повідомили ізраїльським офіційним особам, що вони не можуть дати таку гарантію.
Ці інциденти загострили відносини між Ізраїлем та Сполученим Королівством, і Ізраїль закликав Велику Британію переглянути свою політику, щоб запобігти подальшій шкоді відносинам. Кількома місяцями раніше колишній командувач військовими Моше Яалон скасував візит до Британії через подібні занепокоєння. Міністру оборони Ізраїлю Ехуду Бараку також загрожував арешт, але суди постановили, що як чинний міністр він користується дипломатичною недоторканністю. Британський міністр закордонних справ Девід Мілібенд оголосив, що Британія більше не буде терпіти юридичне переслідування ізраїльських чиновників у такий спосіб і що погрози арешту відвідувачам рівня Лівні більше не повторяться. Щоб досягти цього, британське законодавство буде реформовано.
Заступник міністра закордонних справ Ізраїлю Денні Аялон заявив, що ризик арешту шкодить двостороннім відносинам[56], але закон не було змінено, як обіцяли. Ізраїль на знак протесту припинив «спеціальний стратегічний діалог» з Британією [57].
Законодавство, прийняте в 2011 році під час коаліційного уряду Девіда Кемерона, вимагало, щоб директор державного обвинувачення дав згоду на будь-яке приватне переслідування за військові злочини під універсальною юрисдикцією, нібито з метою запобігання політичним

### Ізраїль вшановує пам'ять вибуху в готелі «Цар Давид».
У липні 2006 року британський уряд протестував проти святкування Ізраїлем річниці вибуху в готелі «Цар Давид», терористичного акту, в результаті якого загинула 91 особа різних національностей, у тому числі деякі цивільні. У літературі про практику та історію тероризму його назвали одним із найбільш смертоносних терористичних актів 20 століття. Однак аналітик з питань безпеки Брюс Хоффман у своїй книзі Inside Terrorism писав про вибух: «На відміну від багатьох терористичних груп сьогодні, стратегія Irgun [шляхом надсилання попереджень про евакуацію готелю] не полягала в тому, щоб навмисно завдати шкоди цивільним особам. Водночас, однак, твердження Бегіна та інших апологетів про те, що були зроблені попередження, не може звільнити ані групу, ані її командира за дев'яносто одну людину, убиту та сорок п'ять поранених… Дійсно, які б нелетальні наміри міг чи не мав Іргун, факт залишається, що була спричинена трагедія майже неперевершеної величини… так що до цього дня вибух залишається одним із найбільш смертоносних терористичних інцидентів у світі двадцятого століття».
Центр спадщини Менахема Бегіна провів конференцію з нагоди 60-ї річниці вибуху Іргуном готелю «Король Давид» у 1946 році. На конференції були присутні колишній і майбутній прем'єр-міністр Біньямін Нетаньяху та колишні члени Irgun.[63] Британський посол у Тель-Авіві та генеральний консул в Єрусалимі протестували, сказавши: «Ми не вважаємо правильним вшановувати терористичний акт, який призвів до втрати багатьох життів», і написали до мера Єрусалиму, що такий «терористичний акт» не можна поважати. Британський уряд також вимагав зняти меморіальну дошку, вказуючи на те, що заява на ній, яка звинувачує британців у тому, що вони не евакуювали готель, є неправдивою і «не виправдовує тих, хто заклав бомбу».
Депутат Реувен Рівлін (Лікуд) підняв британський протест у Кнесеті. Це питання мало особистий вимір для Ціпі Лівні, тодішнього міністра закордонних справ Ізраїлю, оскільки головним оперативним офіцером Irgun під час вибуху був її батько Ейтан. Щоб запобігти ескалації дипломатичного конфлікту, Ізраїль вніс зміни в текст меморіальної дошки, але вніс більші зміни в англійську, ніж у івритську версію. В останній англійській версії сказано: «Готелю, The Palestine Post і французькому консульству надійшли телефонні дзвінки з попередженням, які закликали мешканців готелю негайно залишити готель. Готель не було евакуйовано, і через 25 хвилин вибухнули бомби. На жаль, в Іргуні загинули 92 людини». Наведене число загиблих включає Авраама Абрамовіца, члена Іргуна, який був застрелений під час нападу і помер пізніше від отриманих ран, але лише єврейська версія знаку це ясно вказує

### Підроблені паспорти
У лютому 2010 року Ізраїль запідозрили у підробці британських паспортів для використання в місії з метою вбивства лідера ХАМАС Махмуда аль-Мабхуха в Дубаї.
23 березня 2010 року тодішній міністр закордонних справ Великої Британії Девід Мілібенд доповів Палаті представників про розслідування Агентством Великої Британії з боротьби з серйозною організованою злочинністю (SOCA) щодо використання підроблених британських паспортів у вбивстві Махмуда аль-Мабхуха в Дубаї 19 січня. Містер Мілібенд повідомив, що оскільки операція в Дубаї була дуже складною з використанням високоякісних підробок, британський уряд визнав дуже ймовірним, що вони були створені державною розвідувальною службою. Беручи це разом з іншими запитами та зв'язком з Ізраїлем, встановленим SOCA, британський уряд дійшов висновку, що існують вагомі підстави вважати, що Ізраїль несе відповідальність за неправомірне використання британських паспортів.
«SOCA провела надзвичайно професійне розслідування», — сказав Мілібенд. «Ізраїльська влада задовольнила всі запити SOCA. SOCA дійшла висновку, що використовувані паспорти були скопійовані зі справжніх британських паспортів, коли вони були передані для перевірки особам, пов'язаним з Ізраїлем, або в Ізраїлі, або в інших країнах... Таке зловживання британськими паспортами є неприпустимим. Це становить загрозу безпеці британських громадян у регіоні. Крім того, це означає глибоку зневагу до суверенітету Великої Британії. Той факт, що це було зроблено країною, яка є друг, який має значні дипломатичні, культурні, ділові та особисті зв'язки з Великою Британією, лише додає образу. Дипломатична робота між Великою Британією та Ізраїлем повинна проводитися відповідно до найвищих стандартів довіри. Робота нашого посольства в Ізраїлі та Ізраїлю Посольство в Лондоні має життєво важливе значення для співпраці між нашими країнами. Так само, як і стратегічний діалог між нашими країнами. Ці зв'язки важливі, і ми хочемо, щоб вони продовжувалися. Проте я попросив члена посольства Ізраїлю буде відкликано з Великої Британії в результаті цієї справи, і це має місце».
Ізраїль має декларовану політику з питань безпеки, згідно з якою він не підтверджує та не спростовує свою причетність. У Дубліні посол Ізраїлю Сіон Євроні заявив, що нічого не знає про вбивство командира ХАМАС

### Маркування
У 2009 році британський уряд оголосив, що буде рекомендувати британським роздрібним торговцям та імпортерам розрізняти імпортовану продукцію із Західного берега, вироблену палестинцями чи в єврейських поселеннях. Палестинська делегація у Великій Британії привітала цей крок, але Ізраїль заявив, що «надзвичайно розчарований».

### Коментар представника посольства Ізраїлю
У січні 2017 року Al Jazeera випустила в ефір серіал під назвою The Lobby. В останньому епізоді Шай Масот, чиновник ізраїльського посольства в Лондоні, пропонує спробу «зняти» британських «пропалестинських» політиків, включаючи Алана Дункана. Лідер опозиції Джеремі Корбін написав відкритого листа Терезі Мей, заперечуючи проти того, що він назвав «неправомірним втручанням у демократичний процес у цій країні», і закликав прем'єр-міністра розпочати розслідування на тій підставі, що «це явно є питання національної безпеки». Посол Ізраїлю Марк Регев вибачився перед Дунканом за «абсолютно неприйнятні» коментарі, зроблені у відео. Речник Міністерства закордонних справ, фактично відкидаючи коментарі Корбіна, сказав, що «очевидно, що ці коментарі не відображають погляди посольства чи уряду Ізраїлю». Мазо подав у відставку незабаром після того, як записи були оприлюднені.